# April 2004
Dit artikel geeft een chronologisch overzicht van alle belangrijke gebeurtenissen per dag in de maand april van het jaar 2004.

## Gebeurtenissen

### 1 april
- Rhode Island, VS - Een Amerikaanse federale rechtbank bepaalt dat de PLO en de Palestijnse Autoriteit $151 miljoen moeten betalen aan de nakomeling van een in Israël vermoord echtpaar wegens nalatigheid. De moord op de Amerikaan en zijn vrouw twee jaar geleden werd door Hamas opgeëist.
- Bosnië - In Pale doet de SFOR een inval in een poging Radovan Karadžić te arresteren. Deze wordt echter niet gevonden.
- Washington D.C., VS - The Washington Post meldt dat het veiligheidsbeleid van de Amerikaanse regering voor 11 september 2001 niet op terrorisme maar op langeafstandsraketten lag. Condoleezza Rice zou op de betreffende datum een lezing over veiligheid geven. Hierin zou echter geen aandacht aan terreurnetwerken besteed zijn geworden.
- België - Een recordaantal faillissementen in het eerste trimester van 2004. Er zijn in België 2147 faillissementen uitgesproken sinds 1 januari. Dat is een stijging met 9,7 procent tegenover dezelfde periode vorig jaar. Nooit gingen er in een trimester zoveel bedrijven over de kop, zo meldt het studiekantoor Graydon.
- Nederland - VVD-leider Jozias van Aartsen wordt opzettelijk door een verwarde vrouw uit Enschede aangereden. De vrouw kon later in haar woonplaats worden aangehouden. Een aantal e-mails van de vrouw aan actualiteitenrubriek NOVA wordt deels openbaar gemaakt.

### 2 april
- Israël - Israëlische troepen doen een inval op de Tempelberg in Jeruzalem, nadat Israëlische agenten werden bekogeld met stenen bij de poort van het gebied. Honderden islamitische jongeren verschansen zich in de Al-Aksamoskee.
- Nederland - De genetische gemanipuleerde stier Herman overlijdt op de Universiteit Utrecht. Artsen lieten de 13-jarige stier, die leed aan artrose, inslapen.

### 3 april
- Spanje - Langs de hogesnelheidslijn tussen Madrid en Sevilla wordt een bom gevonden.

### 4 april
- Nederland - Het station Amsterdam Centraal wordt ontruimd omdat een verdacht pakketje wordt gevonden.
- Nederland - De Keniase langeafstandsloper Felix Limo is met 2:06.14 de snelste in de 24e editie van de marathon van Rotterdam. Bij de vrouwen zegeviert de Marokkaanse Zhor El Kamch in een tijd van 2:26.09.
- Nederlandse Antillen - Het kabinet in Curaçao is gevallen wegens een breuk in de coalitie.
- Irak - Bij gevechten in Bagdad tussen Amerikanen en aanhangers van de sjiitische geestelijke Muqtada al-Sadr vallen 28 doden.

### 5 april
- Nederland - Een grote brand legt een schaatsbaan op het sportcomplex van de Uithof in Den Haag in de as.
- Spanje - Bij een politie-inval in het huis van een van de vermeende daders van de bomaanslagen in Madrid van 11 maart 2004, blazen die zichzelf op.
- Irak - Het Amerikaanse leger in Irak sluit de stad Fallujah af en ter plaatse wordt hevig gevochten. Dit om de Irakezen te arresteren die op 31 maart 2004 vier zwaar gewapende, particuliere beveiligers op beestachtige wijze vermoorden.

### 6 april
- Nederland - Na de vondst van een verdacht pakketje wordt het station van Gilze-Rijen ontruimd en het treinverkeer stilgelegd. Dergelijke incidenten deden zich de afgelopen weken al verscheidene malen eerder voor.
- Nederland - Enkele vormen van softdrugs, zoals nederwiet en hasj zullen binnenkort wellicht op de lijst van verboden middelen komen. Het THC-gehalte van de drugs is in de loop der jaren zo gestegen, dat ze volgens het ministerie tot de harddrugs gerekend kunnen worden. De Tweede Kamer zal het voorstel op 9 april bespreken.
- Litouwen - President Rolandas Paksas wordt door het parlement afgezet na een stemming. Aanleiding voor het referendum waren beschuldigingen van corruptie, waaraan Paksas door het Constitutioneel Hof schuldig was bevonden.
- Spanje - In Barcelona spreekt een meerderheid van de gemeenteraad zich uit tegen het houden van stierengevechten. Voor een geheel verbod in de stad moet echter ook een wet in het regionale parlement van Catalonië worden aangenomen.

### 7 april
- Italië - De Italiaanse ministers van Buitenlandse Zaken en Defensie verklaren dat Italiaanse troepen voorlopig in Irak blijven, ondanks de gevechten waarin Italiaanse soldaten verwikkeld waren en de oproep van de oppositie terug te trekken.
- Frankrijk - De Franse minister van Buitenlandse Zaken verklaart dat Frankrijk tegen de toetreding van Turkije tot de Europese Unie is. Het land zou niet aan de voorwaarden voor toetreding hebben voldaan.
- Irak - In Irak vinden de zwaarste gevechten plaats sinds het einde van de Golfoorlog. Hierbij zijn in de laatste drie dagen al circa 140 Irakezen en 30 Amerikanen omgekomen.
- Frankrijk - Bij Marseille wordt het in 1944 verdwenen vliegtuig van Antoine de Saint-Exupéry gevonden. Saint-Exupéry werd na zijn dood internationaal beroemd door zijn boek De Kleine Prins.
- Nederlandse Antillen - Premier Mirna Godett dient haar ontslag in, nadat deze week haar kabinet is gevallen. De twee ministers van de FOL, de enige ministers die hun ontslag nog niet hadden ingediend, deden hetzelfde.

### 8 april
- Nederland - Het Nederlandse Rode Kruis maakt voor het eerst bekend dat de algemeen-directeur 158 000 euro per jaar verdient.
- Irak - De militie Mahdi Leger (van Muqtada al-Sadr) heeft de steden Najaf, al Koet en wellicht ook Karbala ingenomen. Bij Fallujah en Bagdad vinden gevechten plaats.
- Nederland - Bewakingscamera's hebben de moord op leraar Hans van Wieren gefilmd. Justitie zal tijdens de rechtszaak beelden vertonen; zij kunnen dienen als aanvullend bewijs.
- Washington D.C., VS - De Amerikaanse regering wil de terugkeer van 25.000 van haar ervaren militairen uit Irak uitstellen om het geweld in dat land gestopt te krijgen.
- Brazilië - De ontbossing van het Amazonebekken is in 2003 met 2,1 procent gestegen ten opzichte van 2002. Volgens cijfers van het Braziliaanse ministerie van Milieu werd 23 750 vierkante kilometer regenwoud gekapt. De regering heeft plannen om de ontbossing te beperken.
- Nederland - Tweede Kamerlid Boris van der Ham van de D66 pleit voor de legalisering van softdrugs.

### 9 april
- Algerije - Bij de presidentsverkiezingen in Algerije haalt zittend president Abdelaziz Bouteflika 83,5 procent van de stemmen, tweede werd Boufelika's grootste tegenstander Ali Benflis met 7,9 procent, derde werd Abdallah Djaballah met 4,8 procent. De oppositie gaat de verkiezingen aanvechten wegens vermeende fraude.

### 10 april
- Nederland - DJ Tiësto (Tiësto) wint twee TMF-awards, voor de categorieën dance en dj. De Sugababes ontvingen bij de TMF-awards de Radio 538-award en werden verkozen tot beste popgroep.
- Nederland - In Amsterdam betogen tussen de 10.000 (volgens politie) en 15.000 (volgens organisatie) mensen tegen de uitzetting van 26.000 asielzoekers.
- Verenigde Staten - Uit een peiling van CNN/Time blijkt dat de waardering van de Amerikaanse bevolking voor Bush als president is gedaald naar 49%.
- Rusland - Bij een mijnongeluk bij Osinniki (in het Siberische kolenmijngebied Koesbas) zijn zeker acht doden gevallen. Dertig tot veertig mijnwerkers worden nog vermist.

### 11 april
- Vaticaan - Tijdens een zwaar bewaakte paastoespraak wenste paus Johannes Paulus II dat de mensheid de kracht zal hebben het terrorisme te weerstaan. De bloemen kwamen als vanouds uit Nederland.
- Dagestan - Na een gijzeling van ruim anderhalf jaar wordt Arjan Erkel door zijn ontvoerders vrijgelaten.
- Thailand - Op de tweede dag van de week waarin het Songkran-festival valt zijn er al 90 doden en 6000 gewonden gevallen door verkeersongelukken. In 2003 werd met bijna 1000 doden door verkeersongelukken een voorlopig hoogtepunt bereikt.

### 12 april
- Irak - In Irak worden mensen uit verscheidene landen gegijzeld gehouden, onder andere uit Japan en China.
- Irak - Bij Fallujah is sprake van een bestand. Volgens berichten die door de Amerikaanse overgangsautoriteiten ontkend worden zijn er al meer dan 400 Irakezen gesneuveld bij het beleg van Fallujah.
- Gazastrook - Palestijnse strijders trachten een Israëlisch dorp binnen te dringen in de Gazastrook. Twee strijders sneuvelen in de actie. De Islamitische Jihad, Fatah en Hamas eisen de verantwoordelijkheid op.
- Thailand - Een van de bedrijven van Panthongtae Shinawatra, de zoon van minister-president Thaksin Shinawatra, krijgt tot verbazing van velen in de reclamewereld in Thailand een contract aangeboden van de concessiehouder van de metro om de reclame in de stations te verzorgen.
- Nederland - Voor eigen publiek winnen de hockeyers van Oranje Zwart de Europa Cup II door in de finale in Eindhoven het Engelse Cannock op strafballen (4-2) te verslaan. Ook de vrouwen van Laren zegevieren op eigen terrein, ten koste van het Engelse Canterbury: 3-2.

### 13 april
- Nederland - Minister Remkes van Binnenlandse Zaken wil dat de ministerssalarissen na het jaar 2007 met minstens 30 procent omhoog gaan.

### 14 april
- Washington D.C., VS - George W. Bush steunt Ariel Sharon in zijn terugtrekkingsplan in de Gazastrook. Bush zegt dat het onrealistisch is dat alle Israëlische steden in Palestijns gebied ontruimd zullen worden en dat de oplossing voor (nakomelingen van) Palestijnse vluchtelingen in een Palestijnse staat ligt.
- België - Het blad The Sprout veroorzaakt een rel door autopsiefoto's van slachtoffers van Marc Dutroux te publiceren.
- Nederland - De politie pakt een man op die wordt verdacht van de moord op Sedar Soares (op 1 februari 2003).
- Nederland - Een groep woonwagenbewoners van Vinkenslag blokkeert tijdens de ochtendspits de N2 ter hoogte van Maastricht. Zij protesteren hiermee tegen de wijze waarop zij door de gemeente Maastricht worden behandeld. Afgezien van groot oponthoud voor de ochtendspits verloopt de blokkade zonder incidenten.

### 15 april
- Tiel - Bij een schietpartij in een supermarkt worden drie mensen vermoord. Eén persoon wordt zwaar verwond, en overlijdt later in het ziekenhuis. Een van de doden blijkt later de schutter te zijn, het motief ligt in de relatie-sfeer.
- Westelijke Jordaanoever - Een Palestijnse, met 25 kilo explosieven, wordt gearresteerd bij de stad Ariël. De Hamas en Fatah eisen gezamenlijk de verantwoordelijkheid op.
- Dubai - Osama bin Laden biedt op een cassette Europa een bestand aan, mits men binnen drie maanden alle soldaten terugtrekt uit alle islamitische landen. 11 september 2001 en 11 maart 2004 noemde hij vergeldingsacties.
- Nederland - Vierhonderd agenten vallen met shovels en pantserwagens woonwagenkamp De Vinkenslag (Maastricht) binnen. Zestien bewoners worden gearresteerd en hennepplantages worden opgerold.
- Tokio - De mangaka Mitsuteru Yokoyama komt door een brand in zijn huis om het leven.

### 16 april
- New York, VS - VN secretaris-generaal Kofi Annan benoemt Paul Volcker om het olie-voor-voedsel-programma van voor de Golfoorlog te onderzoeken naar vermeende corruptie.

### 17 april
- Gazastrook - Hamasleider Abdel Aziz al-Rantissi komt om na een Israëlische raketaanval. Nog twee Hamasleden komen om van de raketten die uit een helikopter worden afgevuurd. Tien mensen raken gewond.
- Spanje - De nieuwe premier Jose Luis Rodriguez Zapatero legt de eed af bij de koning Juan Carlos. Hij verklaart dat de Spaanse troepen uit Irak worden teruggeroepen, als de Verenigde Naties de politieke controle overnemen niet overnemen na 30 juni.

### 18 april
- Nederland - De Italiaan Davide Rebellin wint de Amstel Gold Race, Michael Boogerd wordt tweede.
- Spanje - De nieuwe Spaanse regeringsleider José-Luis Rodriguez Zapatero meldt via een verklaring op televisie dat hij in de kortst mogelijke tijdspanne zijn troepen uit Irak wil terugtrekken.

### 19 april
- Kazachstan - Een Russische Sojoez-capsule met aan boord de Nederlandse ruimtevaarder André Kuipers, wordt succesvol gelanceerd vanaf Bajkonoer.
- Nederland - Naar het televisie-interview met prins Friso en Mabel Wisse Smit wordt door 2,6 miljoen Nederlanders gekeken.
- Argentinië - Oud-voetballer Diego Maradona wordt opgenomen met hartklachten, vermoedelijk als gevolg van een overdosis drugs.
- België - Sabine Dardenne die door Marc Dutroux drie maanden werd vastgehouden en seksueel misbruikt, spreekt Dutroux tijdens een rechtszitting rechtstreeks aan. Twee ouders van slachtoffers worden onwel.
- Antarctica - In het Zuidpoolgebied vindt een gedeeltelijke zonsverduistering plaats.

### 20 april
- Honduras - Na Spanje heeft nu ook president Ricardo Maduro van Honduras aangekondigd zo snel mogelijk zijn 370 troepen terug te trekken uit Irak. Honduras had al aangekondigd de troepen na 30 juni te zullen terugtrekken.
- Nederland - Minister Donner van justitie wil het aantal civiele rechtszaken verminderen door mediation te bevorderen.
- Washington D.C., VS - George W. Bush zei tijdens een Oval Office-ceremonie dat Irak vrij en democratisch en vreedzaam zal zijn en benoemde John Negroponte tot ambassadeur voor de VS in Irak na 30 juni.

### 21 april
- Israël - Mordechai Vanunu wordt na 18 jaar gevangenisstraf vrijgelaten.
- New York, VS - Paul Volcker begint het onderzoek naar corruptie in het olie-voor-voedsel-programma van de Verenigde Naties.
- België - De Italiaan Davide Rebellin wint de Waalse Pijl.
- Vlaanderen, België - Het Gentse hof van beroep heeft drie vzw's van het Vlaams Blok veroordeeld wegens inbreuken op de antiracismewet.
- Nederland - In Groningen wordt het Nederlands Stripmuseum geopend door burgemeester Jacques Wallage.

### 22 april
- Nederland - De NMa heeft drie fietsfabrikanten een boete opgelegd wegens verboden prijsafspraken.
- Nederland - Stichting Brein beweert dat de entertainmentindustrie 205 miljoen euro heeft misgelopen door illegale kopieën en de verkoop en ruilhandel ervan.
- Noord-Korea - In Ryongchon botsen twee goederentreinen, waarvan er een ammoniumnitraat zou vervoeren, en veroorzaken een explosie. Hoewel de Noord-Koreaanse regering weinig informatie vrij geeft heeft het Rode Kruis bekendgemaakt dat er tussen de 54 en 150 doden zijn gevallen en rond de 1200 gewonden. De regering vraagt steun aan het Rode Kruis.

### 23 april
- China - In Peking en de provincie Anhui zijn twee gevallen van SARS-besmetting geconstateerd. China vreest nu voor een terugkeer van de besmettelijke longziekte.
- Frankrijk - Bij Creutzwald in Lotharingen wordt La Houve, de laatste Franse steenkolenmijn, gesloten. De Franse mijnbouw was in 1720 gestart nadat bij Rijsel een dikke kolenlaag was ontdekt.

### 24 april
- Nederland - prins Friso trouwt met Mabel Wisse Smit.
- Cyprus - In een referendum stemmen de inwoners van Grieks-Cyprus in meerderheid tegen een hereniging met Turks-Cyprus. Een voorstel van Kofi Annan wordt hierbij afgewezen.
- Verenigde Staten - Forgent Networks klaagt 31 ondernemingen (onder andere Adobe, Apple, IBM) aan in verband met softwarepatentschending. Het Texaanse bedrijf bezit een op 27 oktober 1986 toegewezen patent dat wordt gebruikt in het JPEG formaat. Dertig andere bedrijven hebben in totaal al 90 miljoen dollar betaald. De International Organization for Standardization heeft juli 2002 al gedreigd het JPEG-formaat te schrappen als standaard.

### 25 april
- Irak - De tijdelijke regeringsraad in Bagdad kiest voor een nieuwe vlag.
- Oostenrijk - De sociaaldemocratische Heinz Fischer wordt gekozen tot president van Oostenrijk.
- België - Davide Rebellin wint Luik-Bastenaken-Luik, en is daarmee de eerste rijder die de Amstel Gold Race, de Waalse Pijl en Luik-Bastenaken-Luik in een jaar wint. Net als in de Amstel Gold Race is Michael Boogerd tweede.

### 26 april
- Verenigd Koninkrijk - De Britse autoriteiten zijn begonnen met een proef voor een identiteitskaart met biometrische kenmerken
- Irak - De Jordaniër Abu Musab al-Zarqawi claimt namens Al Qaida de verantwoordelijkheid voor de (mislukte) aanslagen op een raffinaderij in Basra.

### 27 april
- Syrië - In Damascus vinden explosies plaats en er wordt geschoten. De autoriteiten spreken van terroristen, zoals al Qaida. Er zijn geen gewonden. De 'aanval' vond plaats bij een leegstaand VN-gebouw.
- Nederland - De oppositie in de Tweede Kamer heeft forse kritiek op de gepubliceerde 'Nota Ruimte', over de toekomstige ruimtelijke indeling van Nederland. De regering zou zich te veel van het onderwerp terugtrekken en te veel nadruk leggen op economische afwegingen.
- Irak - In Fallujah vinden wederom hevige gevechten plaats. Het Amerikaans leger bombardeert verschillende doelen in de stad, waaronder een munitiedepot.

### 28 april
- Thailand - Bij ongeregeldheden tussen politie en leger enerzijds en gewapende moslims anderzijds vallen minstens 113 doden. De opstandelingen waren voornamelijk bewapend met machetes en zelfgemaakte geweren. De onlusten vinden plaats in het zuiden van Thailand, in de overwegend islamitische provincies Yala en Pattani en in de Boeddhistische provincie Songkhla.
- Thailand - In de moskee Kru Ze worden 32 opstandelingen gedood door het leger nadat ze in de moskee waren gevlucht. Het leger gebruikte zware wapens bij het bestormen van de historische moskee. Dit ondanks dat er vanuit de regering in Bangkok opdracht was gegeven om te onderhandelen.

### 29 april
- Nederland - In Den Haag vindt voor de 15e keer de Koninginnenach plaats. Dit jaar zal ook in Amsterdam weer een Koninginnenacht gevierd worden.
- Nederland - Directeur Volkert Manger Cats van de Hartstichting is met onmiddellijke ingang uit zijn functie gezet. Eind mei kwam aan het licht dat hij een salaris van 172 000 euro per jaar opstrijkt. In verband met het tumult dat dit veroorzaakte -collectanten weigerden de straat op te gaan- werd hem verzocht genoegen te nemen met een lager salaris, hetgeen hij weigerde.
- Frankrijk - President Jacques Chirac noemt het toetreden van Turkije tot de Europese Unie "nu ongewenst".
- Nederland - Mr. Pieter van Vollenhoven wordt geslagen tot Ridder grootkruis van de Nederlandse Leeuw, een van de hoogste onderscheidingen van het land. Hij kreeg de onderscheiding van zijn schoonzus, koningin Beatrix, als bijzonder verjaardagscadeau. Volgens premier Balkenende wegens zijn bijzondere verdiensten van zeer exceptionele aard jegens de samenleving.
- Nederland - 3150 mensen ontvangen een koninklijke onderscheiding, onder anderen Jean Pierre Rawie, Marco Borsato, Frans Bauer en professor Ruud Krom.
- Nederland - De 17-jarige Murat D. wordt door de rechtbank veroordeeld tot 5 jaar cel en TBS met dwangverpleging wegens de moord op conrector Hans van Wieren. Deze straf is volgens het volwassenenrecht, hoewel Murat D. minderjarig is.
- Thailand - Minister-president Thaksin Shinawatra verklaard dat de aanvallen in het zuiden van het land zijn gepleegd door ongeorganiseerde drugsverslaafde bandieten en niet door terroristen.
- Thailand - De in Thailand verboden afscheidingsorganisatie PULO (Pattani United Liberation Organization) zegt in een verklaring op zijn website dat het niet veilig is voor mensen om naar zuid Thailand te gaan. Ook de bij toeristen populaire provincies Phuket en Krabi worden door de Pulo genoemd als provincies die onveilig voor reizigers zijn.

### 30 april
- Terugkeer van de Nederlandse astronaut André Kuipers op de Aarde.
- Nederland - Ter gelegenheid van Koninginnedag vinden op vele plaatsen in het land festiviteiten plaats, zoals vrijmarkten en openluchtfeesten. Koningin Beatrix viert Koninginnedag in Warffum en Groningen.
- Assen - Het beeld van Bartje wordt alweer door onverlaten van de sokkel gehaald. Het wordt de volgende dag teruggevonden langs een weg in Bovensmilde.

<< · januari · februari · maart · april · mei · juni · juli · augustus · september · oktober · november · december · >>